# Clystea aner
Clystea aner är en fjärilsart som beskrevs av George Francis Hampson 1905. Clystea aner ingår i släktet Clystea och familjen björnspinnare. Inga underarter finns listade i Catalogue of Life.